# 景徳鎮市

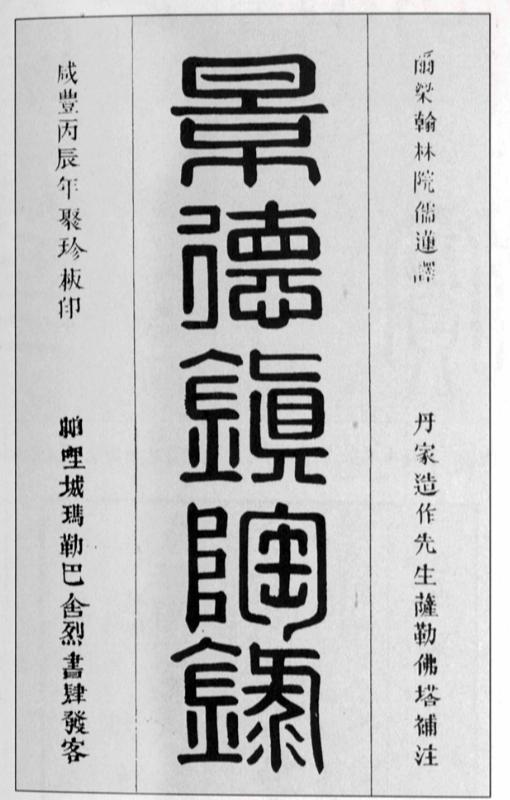
『景徳鎮陶録』（藍浦ほか著）

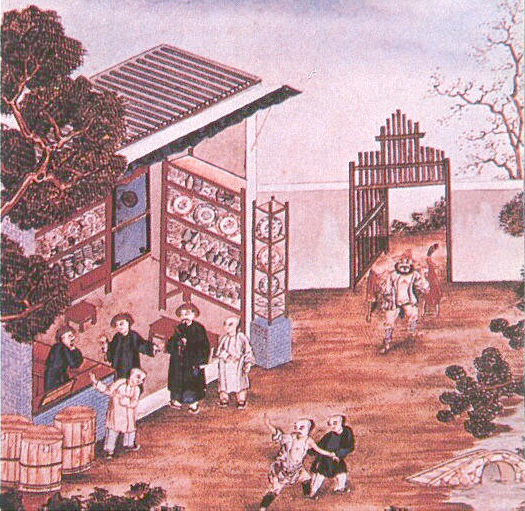
清朝の景徳鎮

景徳鎮市（けいとくちん-し）は、中華人民共和国江西省東北部に位置する地級市。古くから陶磁器の生産地として有名で、国家歴史文化名城に指定されている。
2000年代に入って、北宋以前の名前である昌南（昌南鎮）は、英語での中国や陶磁器を意味する China の語源（音訳）であるとする説が出てきたが、多くの文献などでは紀元前3世紀の王朝である秦を由来とするとしている。

## 地理
省東北部に位置し、西北は安徽省東至県、南は万年県、西は鄱陽県、東北は安徽省祁門県、東南は婺源県と接する。気候は亜熱帯性で降雨に恵まれ、気温は温和である。周囲を山々がめぐり、河川も多い。鄱江の支流、昌江が流れる。市区の海抜は320メートルである。

## 歴史
原名は新平。後に昌江の南岸に位置することから昌南鎮と改名された。北宋の景徳年間に、皇帝御用の陶器を作ることから年号にちなんで景徳鎮と改名され、浮梁県に属した。1960年に浮梁県から出て、浮梁県をも含めた景徳鎮市となった。
燃料となる木が生える山に囲まれ、地質には陶器製造に向くカオリンを多く含む磁器原料があったことから、後漢(東漢、西暦25‐220年)の時代から陶業が行われた。
漢代からすでに陶磁器生産が始まっていたとされ、宋代には青白磁の梅瓶など、元、明、清の時代には「青花」と呼ばれる染付磁器の優品を輩出し、宮廷でも用いられる一方、ヨーロッパ、イスラム圏など外国にも広く輸出された。広東省仏山、湖北省漢口、河南省朱仙鎮とともに中国四大名鎮とされる。明代から清代にかけて景徳鎮民窯では輸出向けの雑器も大量生産され、日本へは江戸前期に渡来し、南京焼と呼ばれた。明代の初期には、政府直営の陶器工場（官窯）である御器廠（ごきしょう）が置かれた。御器廠では、23の分業組織となっている。
文化大革命の折には「旧文化」であるとされ、紅衛兵による被害を受けた。
2010年代においても陶磁器の生産は盛んに行われているが、付加価値の低い汎用品が中心であり、他の中国国内の産地と比べても目立つ規模ではない。また、市内にあるいくつかの古窯および陶磁器博物館は2013年に中国の5A級観光地に認定された。

## 経済
陶磁器以外に茶も古来から重要な産品であった。また各種工業も発達している。
昌河飛機工業公司や中国航空工業集団などの航空産業生産拠点があり、中国におけるヘリコプター生産の中心となっている。
また自動車生産の昌河汽車などもある。

## 行政区画
2市轄区・1県級市・1県を管轄する。
- 市轄区：
  - 昌江区・珠山区
- 県級市：　
  - 楽平市
- 県：　　　
  - 浮梁県

| 景徳鎮市の地図              |
| --------------------------- |
| 珠山区 昌江区 浮梁県 楽平市 |

### 年表
この節の出典

#### 贛東北行政区
- 1949年10月1日 - 中華人民共和国江西省贛東北行政区が成立。景徳鎮市を直轄する。(1市)
- 1949年10月 - 景徳鎮市が楽平専区に編入。

#### 贛東北行政区楽平専区
- 1949年10月1日 - 中華人民共和国江西省贛東北行政区楽平専区が成立。浮梁県・楽平県・徳興県・婺源県が発足。(4県)
- 1949年10月 - 贛東北行政区楽平専区が贛東北行政区鄱陽専区と合併し、楽平専区の発足により消滅。

#### 楽平専区
- 1949年10月 - 江西省贛東北行政区鄱陽専区(6県)・楽平専区(4県)が合併し、江西省楽平専区が発足。(1市7県)
  - 贛東北行政区景徳鎮市を編入。
  - 都昌県・彭沢県・湖口県が九江専区に編入。
- 1950年6月9日 - 楽平専区が浮梁専区に改称。

#### 浮梁専区
- 1952年10月8日 - 浮梁専区が上饒専区と合併し、鷹潭専区の発足により消滅。

#### 景徳鎮市
- 1953年6月15日 - 上饒専区景徳鎮市が地級市の景徳鎮市に昇格。(1市)
- 1958年11月10日 - 上饒専区浮梁県を編入。(1市1県)
- 1960年9月30日 - 浮梁県が景徳鎮市に編入。(1市)
- 1979年3月14日 - 昌江区・珠山区を設置。(2区)
- 1980年4月16日 - 珠山区の一部が分立し、鵞湖区・蛟潭区が発足。(4区)
- 1983年7月27日 (4区1県)
  - 上饒地区楽平県を編入。
  - 上饒地区波陽県の一部が昌江区に編入。
- 1988年10月11日 - 鵞湖区・蛟潭区が合併し、浮梁県が発足。(2区2県)
- 1990年2月17日 - 昌江区の一部が浮梁県に編入。(2区2県)
- 1992年7月27日 - 楽平県が市制施行し、楽平市となる。(2区1市1県)
- 2002年8月8日 (2区1市1県)
  - 珠山区の一部(西郊街道)が昌江区に編入。
  - 昌江区の一部(太白園街道)が珠山区に編入。
- 2014年1月9日 - 昌江区・浮梁県の各一部が珠山区に編入。(2区1市1県)
- 2019年7月10日 - 昌江区の一部が楽平市に編入。(2区1市1県)

## 交通

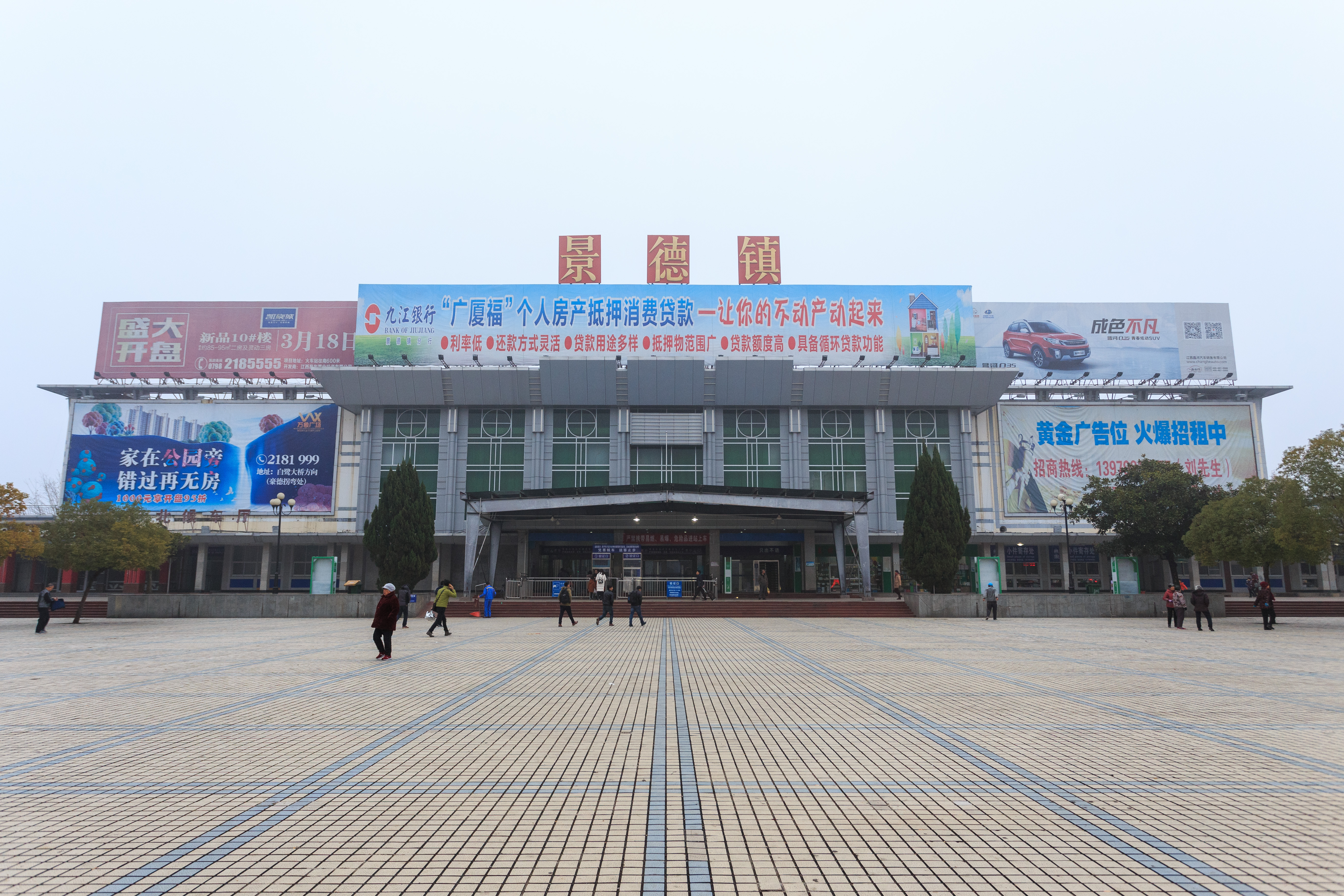
皖贛線景徳鎮駅

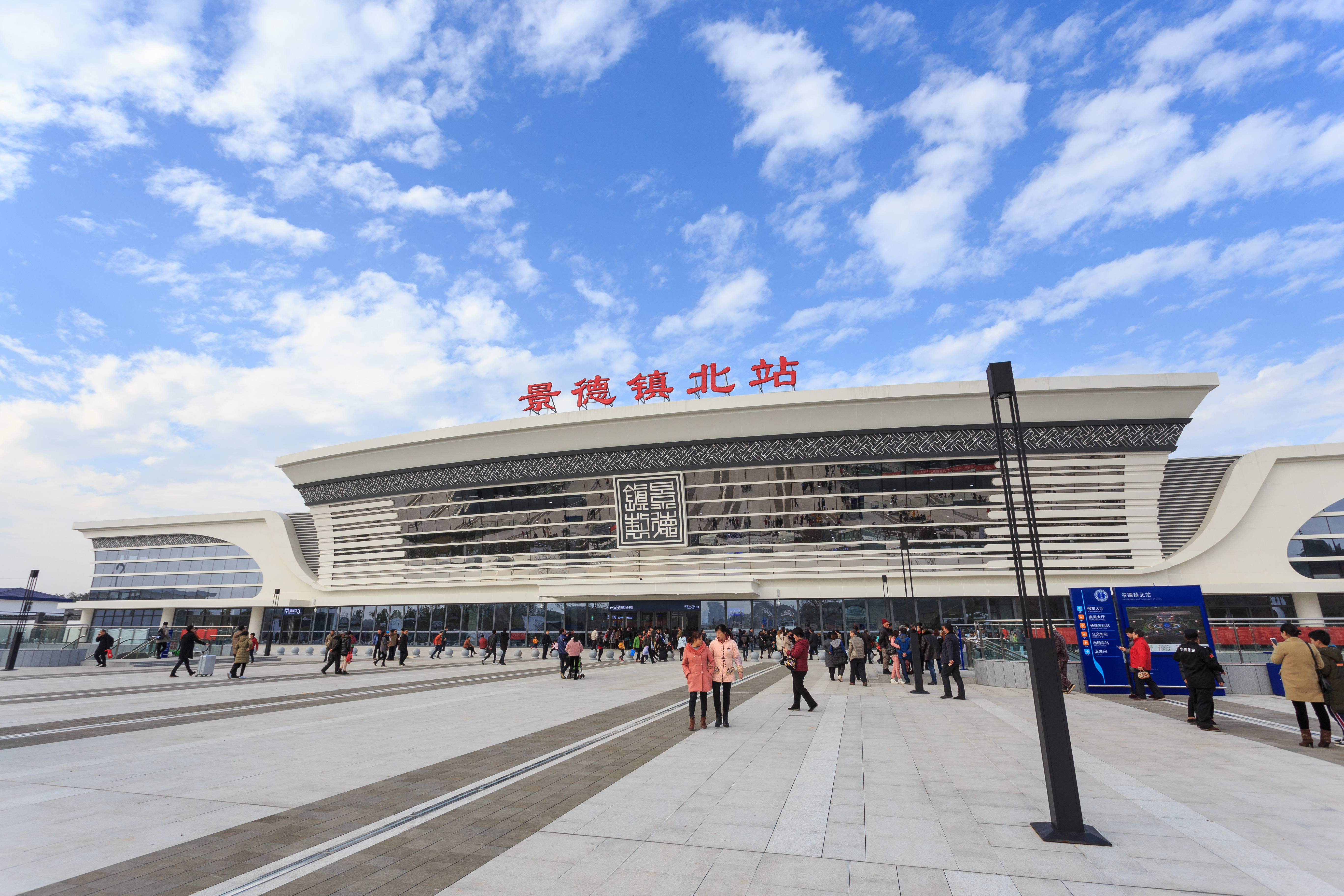
衢九線景徳鎮北駅

### 航空
- 景徳鎮羅家空港

### 鉄道
- 中国国家鉄路集団
  - 衢九線（中国語版）・杭昌高速鉄道（中国語版）
    - 景徳鎮北駅（中国語版） - 当駅から省都の南昌へは高速列車で1時間程度[13]、上海へは約3時間半[14]である。

  - 皖贛線
    - 景徳鎮駅

### 道路
- 高速道路
  - 済広高速道路
  - 杭瑞高速道路
  - S29 祁浮高速道路
  - S36 徳昌高速道路
- 国道
  - G206国道（中国語版）

## 教育施設
- 景徳鎮陶瓷大学 ‐ 1909年に中国陶業学堂として設立し、1958年に景徳鎮陶瓷学院、2016年に景徳鎮陶瓷大学の名称となった陶器製造専門の大学

## 観光地

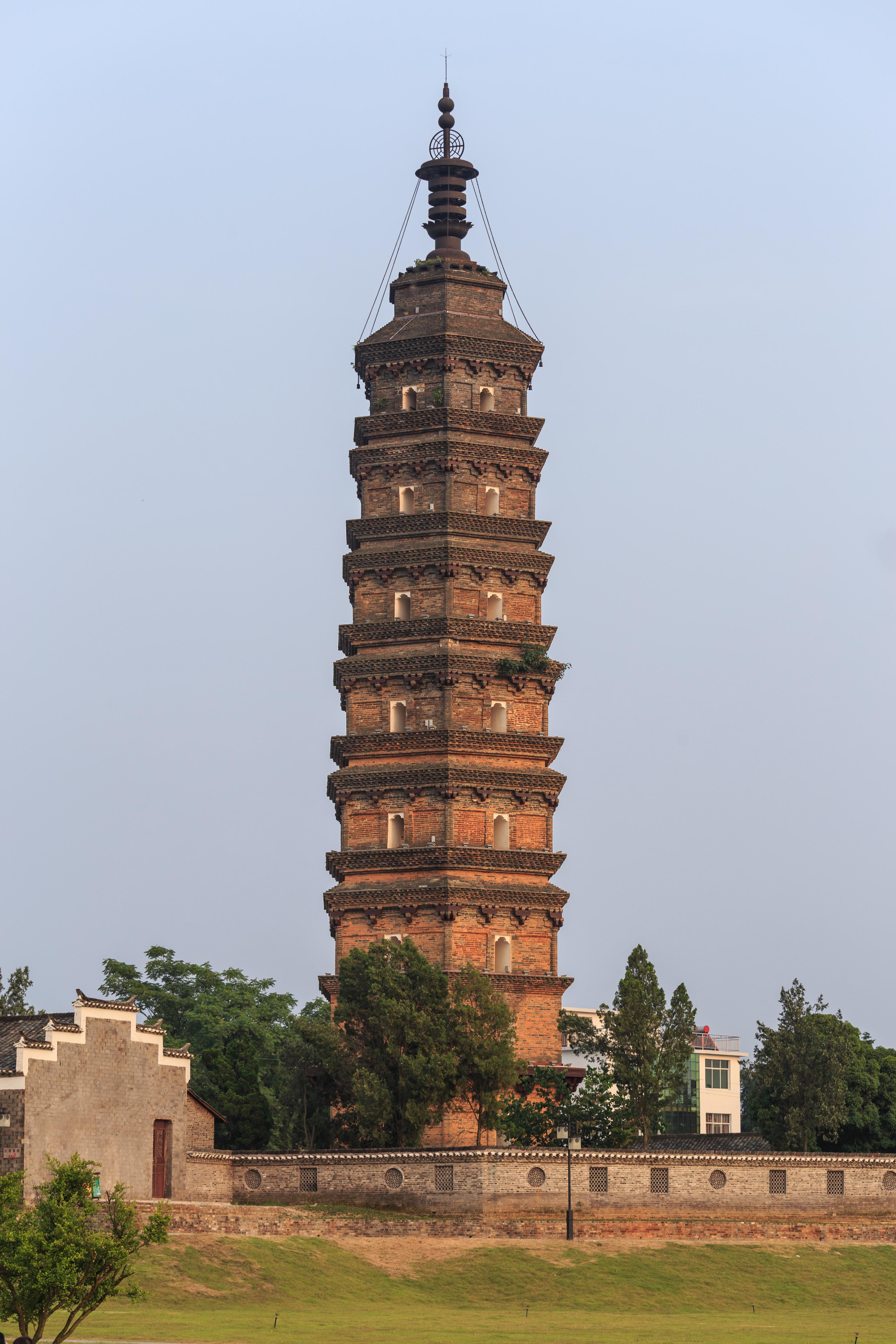
浮梁紅塔

- 景徳鎮古窯民俗博覧区（中国語版）
- 湖田古窯遺跡（国家級文物保護単位）
- 明清御窯厰遺跡（省級文物保護単位）
- 明清古建築村
- 徽派建築群
- 古劇場台
- 中国第二、江南第一の旧・浮梁県衙（役所）
- 屈原命名と伝えられる古建築・三閭廟

## 健康・医療・衛生
- 景徳鎮市第一人民医院
- 楽平市人民医院（楽平市）
- 浮梁県人民医院（浮梁県）

## 友好都市
- 日本佐賀県西松浦郡有田町
- 日本愛知県瀬戸市
- 韓国京畿道利川市
- 中国北京市朝陽区 東城区